# ホートンの法則
ホートンの法則（ホートンのほうそく）とは、自然界において「河川や樹木などの幹線から分かれる分岐は、おおよそ4本」というもの。
これは、1945年にアメリカの水文学者、ホートン (Robert E. Horton) が提唱したもので、経験則に基づく統計によって、1本の河が生み出す支流の平均値がおよそ4になることから発表された。
その後、この法則は自然界だけではなく、樹木の枝振りや、人間の血管や神経の分かれ方にも当てはまるとされ、流れるものが分岐する場合には、4分割するのが最も効率的であるという考えが普及する。